# Episodi di Don Matteo (sesta stagione)

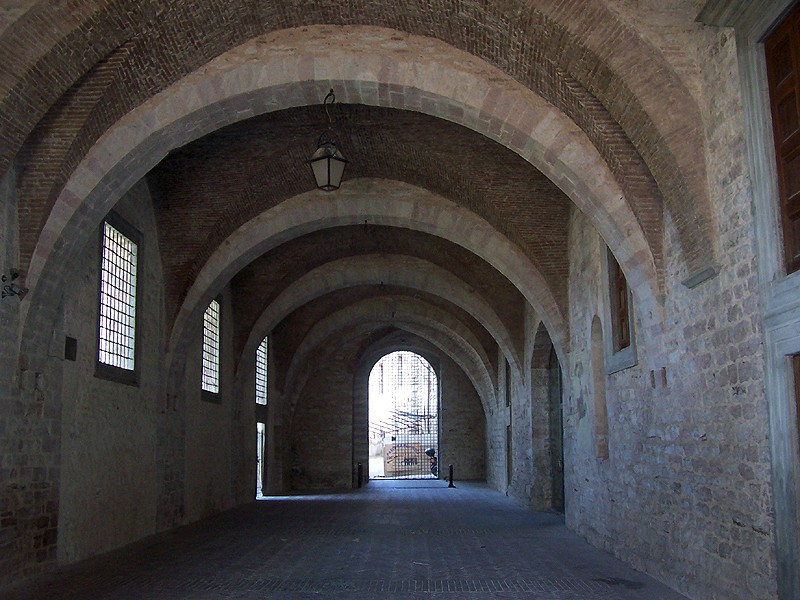
La porta del Palazzo Ducale (visto dall'interno) venne usata come ingresso del carcere nella sesta stagione.

La sesta stagione della serie televisiva italiana Don Matteo, dal titolo Don Matteo 6, è composta da 24 episodi ed è andata in onda in prima visione TV in prima serata su Rai Uno, a partire dal 17 gennaio 2008 fino al 10 aprile 2008.
In questa stagione, prima degli episodi sono andati in onda dei mini episodi pre-puntata della durata di circa 1 minuto.
In questa stagione si assiste alla prima, seppur piccola, rivoluzione del cast: il capitano Anceschi (Flavio Insinna) viene sostituito dal capitano Tommasi (Simone Montedoro); insieme con Anceschi, esce di scena anche la sua ormai moglie Laura Respighi (Milena Miconi). Per quanto riguarda la canonica, con l'addio di Tommaso (Steven Manetto), questa è l'unica stagione in cui non è presente alcun ospite fisso nella Canonica di don Matteo. Oltre a Tommasi, un altro ingresso significativo nel cast è quello di suor Maria (Astra Lanz), madre superiora del convento di suore di Gubbio. Per ciò che riguarda la caserma, Ghisoni viene affiancato dagli appuntati Jamila (Shukri Said), primo carabiniere di colore nella storia della televisione italiana, e da Severino Cecchini (Giuseppe Sulfaro), nipote del maresciallo.
In quanto al cast secondario, tra le figure maggiormente ricorrenti spiccano, oltre alle due figlie di Cecchini, le persone legate alla famiglia e alla vita sentimentale del capitano: i suoi genitori, Clara (Simona Marchini) e Ludovico (Toni Garrani), e la sua fidanzata Amanda (Ilaria Spada).
| nº | Titolo                                   | Prima TV Italia  |
| -- | ---------------------------------------- | ---------------- |
| 1  | Bentornato Don Matteo                    | 17 gennaio 2008  |
| 2  | Profumo di caffè                         | 17 gennaio 2008  |
| 3  | Cioccolata                               | 24 gennaio 2008  |
| 4  | La stanza di un angelo                   | 24 gennaio 2008  |
| 5  | La minicubista                           | 31 gennaio 2008  |
| 6  | Morte di un cantastorie                  | 31 gennaio 2008  |
| 7  | Il ritmo dei pedali                      | 7 febbraio 2008  |
| 8  | Il caso del cane scomparso a mezzogiorno | 7 febbraio 2008  |
| 9  | Un tocco di fard                         | 14 febbraio 2008 |
| 10 | Trattamento di benessere                 | 14 febbraio 2008 |
| 11 | Uno spirito inquieto                     | 21 febbraio 2008 |
| 12 | I segreti degli altri                    | 21 febbraio 2008 |
| 13 | Francesca e il lupo                      | 6 marzo 2008     |
| 14 | La giostra dei desideri                  | 6 marzo 2008     |
| 15 | Io ti salverò                            | 13 marzo 2008    |
| 16 | Un San Valentino per Natalina            | 13 marzo 2008    |
| 17 | Un sogno rubato                          | 20 marzo 2008    |
| 18 | Incontri ravvicinati                     | 20 marzo 2008    |
| 19 | Il fratello di Natalina                  | 27 marzo 2008    |
| 20 | Crisi sentimentale                       | 27 marzo 2008    |
| 21 | Una buona annata                         | 3 aprile 2008    |
| 22 | Il tesoro di Orfeo                       | 3 aprile 2008    |
| 23 | Bravi ragazzi                            | 10 aprile 2008   |
| 24 | Una dura prova per don Matteo            | 10 aprile 2008   |

## Bentornato Don Matteo
- Diretto da: Elisabetta Marchetti
- Scritto da:

### Trama
A Gubbio ritorna Don Matteo dopo anni dalla sua partenza e ritrova i suoi vecchi amici mentre ci sono novità in caserma, il capitano Anceschi dopo essersi sposato con il sindaco è stato trasferito e il nuovo comandante della caserma adesso è il capitano Giulio Tommasi. Don Matteo e Suor Maria sono vittime di un equivoco: i freni della bicicletta di Don Matteo sono rotti e così, non volendo, investe Suor Maria la quale, pensando che il prete sia uno scippatore, scappa dai carabinieri. Intanto un agricoltore, Pierluigi Bonaiuti, viene trovato morto nel campo del suo vicino, il Maresca, nonché ex fidanzato della moglie Alda Coletta, proprietaria dell'agriturismo "Colle fiorito". Dietro questo delitto si nasconde un tradimento.
- Altri interpreti: Vito (don Saverio), Elodie Treccani (Alda Coletta), Massimo Triggiani (Marco Coletta), Mario Sgueglia (Giovanni Coletta), Romano Ghini (Nedo Pasqualoni), Enzo Marino Bellanich (generale dei carabinieri), Stefano Quatrosi (Claudio Maresca), Larissa Volpentesta (Beatriz Dos Santos), Renata Attivissimo (Silvia), Michele Albini (Pierluigi Bonaiuti)

## Profumo di caffè
- Diretto da: Elisabetta Marchetti
- Scritto da:

### Trama
Sebastiano Bannelli viene trovato in casa in fin di vita colpito da un tagliacarte. Viene subito incolpata Béatriz, la ragazza salvata da Don Matteo in Brasile. In realtà non è stata lei, anche perché era incinta e il bambino è di Sebastiano. È stato qualcuno geloso della storia tra Sebastiano e Béatriz. Intanto il Capitano cerca casa, ma il Maresciallo fa di tutto per trovargli un appartamento lontano dal centro di Gubbio.
- Altri interpreti: Roberto Maltagliati (Sebastiano Bannelli), Mirko Batoni (Andrea), Andrea Lupo (Giulio Salviati), Emanuela Galliussi (Carola Rende), Raffaele Pisu (Augusto Bannelli), Alessandra Guazzini (Adele Favieri), Larissa Volpentesta (Beatriz Dos Santos)

## Cioccolata
- Diretto da: Elisabetta Marchetti
- Scritto da:

### Trama
Sul greto del fiume viene trovato morto Yussef, un ragazzo arabo che lavorava nella cioccolateria di Vanessa. Lui e Vanessa erano innamorati e lei è accusata di omicidio, ma c'è qualcuno geloso di questa relazione. Nel frattempo Cecchini e Tommasi acquistano un biglietto della lotteria e il maresciallo pensa che il capitano abbia vinto e viceversa. In realtà la lotteria non l'ha vinta nessuno dei due, ma una persona insospettabile, che vuole portare via la persona amata.
- Guest star: Stefania Orlando (se stessa)
- Altri interpreti: Sonia Aquino (Vanessa Michelacci), Mohamed Zouaoui (Youssef Caled), Camilla Diana (Angela), Giuseppe Giacobazzi (Nello), Davide Paganini (Loris), Eleonora Mazzoni (Fiorenza), Bedlú Cerchiai (Nadir)

## La stanza di un angelo
- Diretto da: Elisabetta Marchetti
- Scritto da:

### Trama
Durante una festa viene rapito il nipote di un noto imprenditore, Lamberto Arcuati. I sospetti ricadono sul cugino del padre del piccolo, che aveva grossi debiti e aveva chiesto dei soldi sia al cugino che allo zio. Intanto, il Capitano Tommasi riceve la visita dei suoi genitori a Gubbio.
- Altri interpreti: Giovanni Scifoni (Stefano Arcuati), Luciano Virgilio (Lamberto Arcuati), Fabrizio Bordignon (Claudio Arcuati), Alessia Mancini (Marta Arcuati), Rita Colantonio (Mirella Arcuati), Maurizio Lombardi (Danilo Quaresima), Sergio Forconi (Sergio), Guia Jelo (Delia), Simona Marchini (Clara Tommasi), Toni Garrani (Generale Ludovico Tommasi)

## La minicubista
- Diretto da: Fabrizio Costa
- Scritto da:

### Trama
Fuori da una discoteca, il buttafuori viene investito da un motociclista e i sospetti cadono sull'ex della fidanzata della vittima. Soltanto Don Matteo crede nell'innocenza del ragazzo mentre per i carabinieri è colpevole. Intanto arriva il nipote del maresciallo Cecchini, Severino e Natalina si mette in testa di voler partecipare a un concorso di bellezza.
- Altri interpreti: Cinzia Mascoli (Morena Guattani), Ruby Rachel Kammer (Stella Guattani), Giuseppe Sulfaro (Severino Cecchini), Yuri Antonsante (Antonio Bellini), Umberto Fontani (Giuseppe Besenti), Federico Galante (Simone Guattani), Teresa Acerbis (Livia Belli), Valerio Colangelo (Marco Guattani).

## Morte di un cantastorie
- Diretto da: Elisabetta Marchetti
- Scritto da:

### Trama
Renato, un cantastorie assunto per l'animazione ai bambini, viene ritrovato morto all'interno del centro commerciale dove aveva finito di lavorare. I sospetti cadono sulla guardia notturna del magazzino.
- Altri interpreti: Giorgio Caputo (Renato Galli), Valentina Valsania (Angela Bernini), Gianluca Grecchi (Mirco Rossi), Pasquale Esposito (Vincenzo Bernini), Maurizio Santilli (Ernesto Bini), Alessandro Roja (Nicola Rossi), Rosa Sironi (Natasha Greco)

## Il ritmo dei pedali
- Diretto da: Fabrizio Costa
- Scritto da:

### Trama
Un ciclista viene travolto e ucciso da un'auto pirata della strada, proprio dove sta passando Don Matteo in bicicletta ed è proprio lui che troverà la vittima. Intanto, a Gubbio, si sta svolgendo "Il giro dell'Umbria", a cui partecipa anche il capitano Tommasi.
- Altri interpreti: Matthieu Tornatore Legavre (Luca Berti), Gaetano Aronica (Ernesto Berti), Domenico Galasso (Luciano Baracchi), Toni Garrani (Ludovico Tommasi), Giuseppe Sulfaro (Severino Cecchini), Vanessa Fulvio (Angela Mele), Simona Marchini (Clara Tommasi), Aline Pilato (Mariangela Fogli)

## Il caso del cane scomparso a mezzogiorno
- Diretto da: Elisabetta Marchetti
- Scritto da: Mariella Sellitti

### Trama
Una cercatrice di tartufi viene quasi uccisa strangolata mentre sta chiamando il 112. Il marito di lei è il primo indiziato, perché avevano deciso di divorziare e spesso litigavano. Intanto Natalina trova un nuovo amico a quattro zampe, che poi si scopre essere il cane cerca tartufi della vittima.
- Altri interpreti: Sara Franchetti (Matilde Belli), Adriano Chiaramida (Elio Belli), Andrea Santonastaso (Giuseppe Antoci), Roberta Garzia (Ester Antoci), Fulvio Falzarano (Claudio Breschi), Ilaria Spada (Amanda Patriarchi), Andrea Buscemi (Bortolotti)

## Un tocco di fard
- Diretto da: Fabrizio Costa
- Scritto da: Mariella Sellitti

### Trama
Durante una sfilata di moda, dentro i camerini cade un proiettore che uccide una cameriera e ferisce l'organizzatrice. I Carabinieri scopriranno che non è stato un incidente.
- Altri interpreti: Julija Majarčuk (Alissa Ganti), Edoardo Velo (Luigi Cassiati), Elena Cucci (Beatrice), Marina Giulia Cavalli (Olga Baku/Alexandra Cherbacova), Ilaria Spada (Amanda Patriarchi), Ivana Zimbaro (Lucia Varini)

## Trattamento di benessere
- Diretto da: Fabrizio Costa
- Scritto da:

### Trama
Un medico di un centro specializzato viene trovato morto all'interno della sua abitazione. I Carabinieri sospettano che l'assassino sia un ex paziente il quale crede che il medico gli abbia ucciso la figlia.
- Altri interpreti: Giovanni Guidelli (Nicola Siani), Samia Kassir (Agata Rocchi), Attilio Fabiano (Carlo Mugnai), Giovanni Argante (Ignazio Tarquini), Carlo Cartier (Antonio Galvani), Rohan MacCallum (Sharad Kapoor)

## Uno spirito inquieto
- Diretto da: Fabrizio Costa
- Scritto da:

### Trama
Durante una seduta spiritica, la Marchesa beve un bicchiere d'acqua avvelenata che la uccide. Si pensa all'inizio che sia stata la badante della Marchesa, perché il testamento della stessa diceva che tutti i suoi beni sarebbero andati alla badante.
- Altri interpreti: Rosa Pianeta (Laila Metella/Sonia Carpatin), Gianni Bissaca (notaio Aldo Scaparro), Paola Tiziana Cruciani (Gianna Rosati), Antonio Caracciolo (Fabrizio Peretti), Francesca Faiella (Antonella Peretti), Simona Marchini (Clara Tommasi), Toni Garrani (generale Ludovico Tommasi), Ilaria Spada (Amanda Patriarchi), Clemenza Fantoni (Lucrezia Peretti)

## I segreti degli altri
- Diretto da: Elisabetta Marchetti
- Scritto da: Francesca Melandri[1]

### Trama
Pamela, una giovane amazzone, muore cadendo da un cavallo nel corso di una gara. Intanto il capitano Tommasi si allena con Cecchini per vincere la gara di canoa anche se l'arrivo di Amanda potrebbe sconvolgere i piani del capitano.
- Altri interpreti: Sabrina Pellegrino (Pamela Sinibaldi), Eleonora Santoro (Angela Billiti), Marta Iacopini (Lavinia Braibanti), Giorgia Gianetiempo (Lucia Braibanti), Luigi Cassandra (Salvatore Ferro), Michele D'Anca (Carlo Braibanti), Mita Medici (Silveria D'Amico), Ilaria Spada (Amanda Patriarchi)

## Francesca e il lupo
- Diretto da: Fabrizio Costa
- Scritto da:

### Trama
Per le strade di Gubbio sembra aggirarsi un pericoloso lupo. Un professore che voleva evitare che l'animale fosse soppresso viene rinvenuto morto nel bosco.
- Altri interpreti: Ugo Conti (Piero Teodori), Lavinia Longhi (Francesca Molinari), Giorgio Gobbi (Eugenio Sacco), Remo Remotti (alpino Forasacchi), Igor Horvat (Giacomo Fioravanti), Maria Sole Mansutti (Elvira Fioravanti), Francesco Mastrorilli (Corrado), Paola Sambo (Giuliana)

## La giostra dei desideri
- Diretto da: Fabrizio Costa
- Scritto da:

### Trama
Un uomo viene ritrovato morto su una giostra, denominata Giostra dei Desideri e, poco lontano, il proprietario viene ritrovato privo di sensi. I sospetti ricadono proprio sul proprietario della giostra, poiché sua moglie aveva deciso di sposarsi con la vittima ma, ancora una volta, Don Matteo riuscirà a far venire a galla tutta la verità, scoprendo che, in realtà, il movente dell'omicidio non è il tradimento amoroso. Pippo, intanto, decide di comprare una nuova casa popolare, a un prezzo molto basso, mentre il maresciallo Cecchini decide di partecipare al programma televisivo La prova del cuoco.
- Guest star: Antonella Clerici (sé stessa)
- Altri interpreti: Sara D'Amario (Susanna Gorini), Carlo Caprioli (Diego Rivelli), Charlotte Laratta (Benedetta Liguori), Alessio Di Clemente (Lello Liguori), Antonio Faa (Giuliano Silvani), Fabio Farronato (Pietro Bevilacqua), Gabriele Paolino (Ciccio)

## Io ti salverò
- Diretto da: Fabrizio Costa
- Scritto da:

### Trama
La figlia di un importante industriale viene rapita e contemporaneamente un piccolo ragazzino del convento di suor Maria viene trovato gravemente ferito all'interno di un pozzo. I carabinieri sono convinti che i rapitori abbiano sorpreso il ragazzino e, per paura di essere scoperti, abbiano gettato il bambino nel pozzo. Don Matteo, però, riuscirà a scoprire la verità, scoprendo che il ragazzino non è stato gettato nel pozzo ma che vi era caduto da solo. Ora tocca solo scoprire il nome dei rapitori. Intanto tra poco sarà il compleanno del capitano e dato che Amanda non potrà andare a Gubbio e il capitano è triste, il maresciallo decide di organizzargli una sorpresa.
- Altri interpreti: Alessandro Cremona (Gianni Pecorella), Maurizio Tabani (Franco Castagna), Roberto Attias (Mauro Pezzotta), Dario Penne (Eugenio Carminati), Emanuel Colella (Davide Pecorella), Francesca Figus (Paola Carminati), Lucia Bendia (Daniela Carminati), Lorenzo Zurzolo (Simone Pezzotta), Maria Cristina Heller (Elvira Pezzotta), Giovanna Rotellini (Suor Ginetta)
- Nota. Il maresciallo Cecchini riferisce al capitano Tommasi che è sposato da 22 anni. Ma nella stagione precedente Cecchini ha festeggiato con sua moglie Caterina i 25 anni di matrimonio. Nella stagione 7, da un discorso tra Cecchini e Don Matteo, si evince che il maresciallo e Caterina sono sposati da 28 anni.

## Un San Valentino per Natalina
- Diretto da: Giulio Base e Elisabetta Marchetti
- Scritto da:

### Trama
Attratta dalla voglia di non trascorrere da sola san Valentino, Natalina si reca insieme alle sue due amiche a un luogo di incontro. Proprio qui conosce un famoso giornalista Alfio Miceli, gentile e ricco che, però, la stessa notte viene trovato senza vita nella redazione del giornale di Gubbio. I sospetti si indirizzano prima verso il fratello di un'amica di Natalina, che, la sera prima, dinanzi agli occhi della simpatica perpetua, aveva aggredito la vittima, minacciandola e poi sul direttore della redazione del Giornale di Gubbio. Don Matteo, però, riuscirà a scoprire il vero colpevole, facendo venire a galla tutta la verità. Natalina, intanto, per una strana fatalità, sembra essere convinta che il capitano Tommasi si sia innamorato di lei.
- Altri interpreti: Paola Di Meglio (Clementina Remundi), Michela Andreozzi (Federica Bullo), Marco Minetti (Alfio Miceli), Vitalba Andrea (Marianna Scuri), Leandro Amato (Riccardo Remundi), Laura Adriani (Giovanna Scuri), Chiara Tiburzio (Martina De Rossi), Gabriele Paolino (Ciccio), Beatrice Belvisi (Diletta Possenti), Nicola Barnaba (Francesco Possenti)

## Un sogno rubato
- Diretto da: Giulio Base
- Scritto da:

### Trama
Una giovane prostituta di colore viene misteriosamente uccisa, apparentemente per un "patto" non rispettato. Vicino alla scena del crimine è presente, all'arrivo dei carabinieri, anche la "maman" la migliore amica della giovane uccisa che pratica il culto Vudù, viene prontamente fermata in quanto maggiore sospettata. Per Cecchini, però, molto sospette si rivelano anche le incomprensibili parole pronunciate dalla stessa "maman" al momento del suo arresto e che sembrano essere la causa del malocchio che perseguiterebbe incessantemente il Capitano.
- Altri interpreti: Walter Da Pozzo (Carlo Grani), Kelly Palacios (Adanna Ike), Tasha Rodrigues (Zula Rutani), Roberto Ceccacci (Adelmo Sarno), Ira Fronten (Ife Abinola), Livia Bonifazi (Silvia Santini)

## Incontri ravvicinati
- Diretto da: Elisabetta Marchetti
- Scritto da:

### Trama
Un astronomo, molto stimato e conosciuto da tutti, viene trovato senza vita nella Gola del Bottaccione. Il principale indiziato sembra inizialmente essere, agli occhi di tutti tranne che a quelli di Don Matteo, il cognato che poche sere prima aveva fatto la sua comparsa dopo anni di assenza per rivedere la figlia, allevata, dopo la morte della madre, dalla stessa vittima. Impeditegli le sue volontà dall'astrologo, egli aveva minacciato quest'ultimo davanti a numerosi testimoni tra i quali si trovava anche Don Matteo, il maresciallo, Pippo e Natalina. E sempre quella notte degli strani fenomeni luminosi suggestionano Natalina e Pippo che cominciano a credere alla presenza degli UFO. Nel frattempo Patrizia chiede aiuto al capitano per studiare per il test d'ammissione all'università all'insaputa del padre, il quale crede che il capitano si sia innamorato di sua figlia.
- Altri interpreti: Paolo Lorimer (professor Enrico Albani), Alessandro Luci (professor Riccardo Fabris), Silvia Cohen (Teresa Simoncini), Caterina Misasi (Cecilia Fabris), Saverio Deodato (Stefano Magrini)

## Il fratello di Natalina
- Diretto da: Giulio Base
- Scritto da:

### Trama
In canonica si presenta Raniero, fratello di Natalina, con la figlia piccola Bianca. Quando una giovane donna viene aggredita e ferita con un colpo di pistola, l'uomo finisce tra i principali sospettati perché aveva dato un passaggio alla vittima. In realtà la bambina non è figlia di Raniero ma di Nadia, presa in custodia da Raniero come assicurazione.
- Altri interpreti: Fabio Ferri (Raniero Diotallevi), Eliana Miglio (Maddalena Cavani), Marco Aceti (Alberto Doneo), Chiara Francini (Barbara Radici), Italo Dall'Orto (Antonio Cavani), Ilaria Spada (Amanda Patriarchi), Masha Farina (Bianca Milic), Anna Sarnholm (Nadia Milic), Arturo Versaci (Luca Danisi).

## Crisi sentimentale
- Diretto da: Giulio Base
- Scritto da:

### Trama
Il capitano Tommasi e Amanda si prendono una pausa di riflessione; intanto nel prato viene trovata morta una giovane donna: i sospetti, inizialmente, ricadono sul suo ex fidanzato. La donna lavorava in un importante negozio di abbigliamento e Don Matteo e i carabinieri scoprono che aveva una relazione col futuro marito della proprietaria. La ragazza era stata licenziata il giorno stesso del delitto a causa di un tentato furto. Don Matteo riuscirà a far venire a galla la verità, scoprendo che, in realtà, colui che ha commesso il furto è anche l'assassino.
- Altri interpreti: Cinzia Monreale (Giulia Moneda), Paolo Antonio Simioni (Fabrizio Parma), Luca Venantini (Raffaele Dominici), Francesco Apolloni (Virgilio Zanni), Daniela Ferolla (Loredana Roseo), Ilaria Spada (Amanda Patriarchi)

## Una buona annata
- Diretto da: Elisabetta Marchetti
- Scritto da:

### Trama
Un giovane sommelier viene ritrovato morto. Sembra un banale incidente provocato dalla caduta dalle scale, ma i carabinieri sospettano del proprietario della cantina dove la vittima lavorava. La moglie infatti potrebbe aver avuto una relazione col sommelier. Intanto Cecchini, Giulio e Patrizia si trovano a imbiancare. Così Cecchini decide di aiutare personalmente il capitano ma, mentre gli tiene la scala, si distrae quindi Giulio cade e si rompe la gamba. Per farsi perdonare fa dormire il capitano da lui. Per un equivoco il maresciallo si affaccia alla finestra e crede che sua figlia e il capitano si siano baciati e chiama la madre del capitano affinché si occupi lei di lui.
- Altri interpreti: Federico Pacifici (Ambrogio Cattaneo), Barbara Matera (Laura Cattaneo), Ilaria Serrato (Sara Cattaneo), Alessandro Pess (Cassio Volterra), Noemi Smorra (Sabrina Gratieri), Marco Zangardi (dipendente di Ambrogio), Gabriele Paolino (Ciccio), Giuseppe Sulfaro (Severino Cecchini), Simona Marchini (Clara Tommasi)

## Il tesoro di Orfeo
- Diretto da: Giulio Base
- Scritto da:

### Trama
Un liutaio esperto viene trovato morto nel suo negozio e sua figlia, una chitarrista famosa mai riconosciuta dal padre, viene trovata col coltello tra le mani. Don Matteo, come sempre, riuscirà a far luce su quanto è avvenuto, scoprendo che, in realtà, il vero colpevole è un'altra persona.
A Gubbio, nel frattempo, è giunta un nuovo medico legale, vecchia amica del capitano Tommasi: fra i due vi è una bella complicità e Cecchini pensa che sia la donna giusta per il suo capitano.
- Altri interpreti: Emanuele Arrigazzi (Claudio Tozzi), Roberto Bocchi (Giovanni Belsiani), Roberta Giarrusso (Gloria Porrini), Alessandro Riceci (Stefano), Franco Olivero (Rodrigo Ginolfi), Sara Ricci (Monica Belsiani), Francesca Cavallin (Chiara Brini), Giuseppe Sulfaro (Severino Cecchini)

## Bravi ragazzi
- Diretto da: Elisabetta Marchetti
- Scritto da:

### Trama
Durante una festa universitaria, a cui partecipa anche Patrizia Cecchini, una giovane ragazza cade dalla terrazza e viene trovata gravemente ferita alla testa. I medici affermano che nel corpo della giovane vi era una dose elevata di droga e i carabinieri indagano. Inizialmente i sospetti ricadono su un amico stretto di Patrizia, Luca. Intanto il maresciallo Cecchini è in crisi con sua figlia Patrizia.
- Altri interpreti: Desirée Noferini (Betty), Veronica Visentin (Miriam Salieri), Anita Pititto (Clodette), Enzo Saturni (padre di Miriam), Alberto Mangia Vinci (scommettitore), Stefano Masciolini (Fiorenzo Robbiani), Francesco Borchi (Luca Mistriani), Ester Galazzi (Rosa Salieri), Giuseppe Sulfaro (Severino Cecchini)

## Una dura prova per don Matteo
- Diretto da: Giulio Base
- Scritto da:

### Trama
Giorgio, promettente scenografo, viene trovato morto, apparentemente suicida. Il padre del ragazzo incolpa Don Matteo della disgrazia, colpevole di aver allontanato il giovane dalla sua famiglia. In caserma i carabinieri si preparano per ricevere delle onorificenze. Tutto sembra presagire una bella giornata di festa, ma la signora Tommasi rimane vittima di un incidente d'auto, scontrandosi proprio con Amanda. Sebbene la donna sia appena contusa, approfitta della situazione per attirare su di lei le attenzioni del figlio, rendendogli la vita impossibile.
- Altri interpreti: Giulio Forges Davanzati (Daniele Iachini), Nino Prester (Giovanni Lanciano), Marco Prosperi (Giorgio Lanciano), Fabrizio Raggi (Andrea Lanciano), Greta Scarano (Elena Baraldi), Enzo Marino Bellanich (generale dei carabinieri), Giovanna Rotellini (suor Ginetta), Francesca Cavallin (Chiara Brini), Simona Marchini (Clara Tommasi), Philippe Leroy (Vescovo Hanry Benelli), Ilaria Spada (Amanda Patriarchi), Giuseppe Sulfaro (Severino Cecchini)